# Россия на «Детском Евровидении — 2009»
Россия участвовала в 2009 на конкурсе  «Детское Евровидение 2009» в 5-й раз- страну представила Екатерина Рябова с песней «Маленький принц». Набрав 116 баллов, она заняла 2 место..

## Исполнитель
Екатерина Рябова родилась 4 августа 1997 года в городе Щёлково, сейчас живёт в городе Юбилейный Московской области.
Стала стипендиатом Губернаторской премии, получила диплом вторых всемирных Дельфийских игр за музыкальность и артистизм, является лауреатом международного фестиваля «Роза Ветров 2007» и конкурса патриотической песни «С чего начинается Родина».

## Перед Детским Евровидением

### Национальный отбор
14 марта 2009 года ВГТРК объявило о проведении национального отбора на Детское Евровидение и открыло приём заявок до 20 апреля 2009 года. Профессиональное жюри отобрало 20 заявок для участия в финале национального отбора.
Финал национального отбора прошёл 31 мая 2009 года в концертном зале Академии Наук РАН. Ведущими были Оксана Фёдорова и Оскар Кучера.
В жюри вошли:
- Геннадий Гохштейн — продюсер отдела развлекательных программ канала Россия.
- Лариса Рубальская — писательница.
- Геннадий Гладков — российский музыкант.
- Яна Рудковская — продюсер.
- Максим Дунаевский - российский композитор.

В качестве гостей выступили Дима Билан, Домисолька, Валерия.
| №  | Исполнитель                 | Песня                  | Баллы (проценты) | Место |
| -- | --------------------------- | ---------------------- | ---------------- | ----- |
| 01 | Александра Козлова          | «Цветные сны»          | 3,13             | 16    |
| 02 | Нелля Колчина               | «Степ»                 | 5,16             | 10    |
| 03 | Екатерина Рябова            | «Маленький принц»      | 12,07            | 1     |
| 04 | Арина Доронина              | «Дети, музыка и танцы» | 5,31             | 9     |
| 05 | Влада Сергеева              | «Емеля»                | 5,47             | 8     |
| 06 | Группа «Папины дети»        | «Парус мечты»          | 1,82             | 19    |
| 07 | Ирина Джантемирова          | «Путь-дорога»          | 2,32             | 17    |
| 08 | Павел Артёмов               | «Я люблю Рок-н-Ролл»   | 8,18             | 2     |
| 09 | Алина Тюмирекова            | «Хора полых»           | 1,51             | 20    |
| 10 | Юлиана Савилова             | «Фантазёрка»           | 3,35             | 15    |
| 11 | Эсмиральда Шония            | «Девочка — тинейджер»  | 4,31             | 12    |
| 12 | Группа «Подружки»           | «Башкортостан»         | 3,57             | 14    |
| 13 | Дуэт «Аквилон»              | «Полетим в любовь»     | 6,43             | 5     |
| 14 | Анастасия Тарасова          | «Я летаю»              | 4,12             | 13    |
| 15 | Шоу-группа «Киндер-сюрприз» | «Рыжий»                | 5,02             | 11    |
| 16 | Александр Зиновьев          | «Он в Россию хотел»    | 6,68             | 4     |
| 17 | Алина Шайгородская          | «Соло-шаг»             | 2,11             | 18    |
| 18 | Алексей Цветков             | «Я — лётчик»           | 6,21             | 6     |
| 19 | Анастасия Карамышева        | «Кукушечка»            | 7,06             | 3     |
| 20 | Группа «Музыкальный фрегат» | «Супер Мама»           | 6,17             | 7     |

Победу в национальном отборе одержала Екатерина Рябова с песней «Маленький принц»

## На Детском Евровидении
Телеканал Россия показал финал конкурса в прямом эфире из столицы Украины Киева. Комментатором была Ольга Шелест, а результаты голосования от России объявлял Филипп Масуров.
Екатерина Рябова выступила под 2-м номером после Швеции и перед Арменией и заняла 2-е место с 116 баллами, разделив его с представительницей Армении.

## Голосование
| Голоса за российского исполнителя | Голоса за российского исполнителя     |
| --------------------------------- | ------------------------------------- |
| Оценка                            | Страны                                |
| 12                                | Европейский Вещательный Союз          |
| 12                                | Беларусь, Украина                     |
| 10                                | Армения, Кипр, Сербия                 |
| 8                                 | Бельгия, Румыния                      |
| 7                                 | Грузия, Мальта, Нидерланды, Македония |
| 6                                 | Швеция                                |
| 5                                 |                                       |
| 4                                 |                                       |
| 3                                 |                                       |
| 2                                 |                                       |
| 1                                 |                                       |

| Голоса российских телезрителей | Голоса российских телезрителей |
| ------------------------------ | ------------------------------ |
| Оценка                         | Страна                         |
| 12                             | Армения                        |
| 10                             | Бельгия                        |
| 8                              | Нидерланды                     |
| 7                              | Украина                        |
| 6                              | Беларусь                       |
| 5                              | Грузия                         |
| 4                              | Швеция                         |
| 3                              | Кипр                           |
| 2                              | Мальта                         |
| 1                              | Сербия                         |